# Поль, Сергей Андреевич
Серге́й Андре́евич Поль (ок. 1830—1887) — русский морской офицер, участник Крымской войны, журналист, изобретатель.

## Биография
Родился около 1830 года и происходил из дворян Московской губернии. Воспитывался в Морском кадетском корпусе, откуда 1 июня 1849 года был выпущен мичманом в Черноморский флот. Последовательно плавал на фрегатах «Надежда» и «Мидия», на транспорте «Рион», шхуне «Ласточка», пароходе «Еникале», корвете «Пилад». С начала Крымской войны находился в Севастополе, с 14 сентября по 29 октября 1854 года находился при адмирале Нахимове офицером по особым поручениям, 14 октября был контужен осколком бомбы в левый бок, 1 ноября отличился в бою при Николаевском укреплении, 2 марта 1855 года был контужен в голову. В 1855 году на 4-м бастионе командовал батареей своего имени и здесь 26 мая был опять ранен осколком в тот же левый бок. За отличия при обороне Севастополя был награждён орденами Святого Владимира 4-й степени и (будучи лейтенантом 29-го флотского экипажа) Святого Георгия 4-й степени. Уволенный от службы, за ранами, 18 ноября 1855 года с чином капитан-лейтенанта, Поль с 19 октября 1861 года был в должности Сарапульского городничего, а с 18 февраля 1867 года — делопроизводителем Виленской ссудной кассы. Поль скончался в Кутаисе, куда он приехал на отдых, 27 ноября 1887 года.
В честь Сергея Поля названо село – «Сергей-Поле» в Лазаревском районе города Сочи.
В честь С. А. Поля назван мыс Поля (Японское море, полуостров Корея, 40° с.ш., 128°13′ в.д., мыс обследован в 1886 экипажем клипера «Крейсер», тогда же было присвоено название мысу).

## Литературная работа
После выхода в отставку из морской службы Поль практически исключительно занимался литературной работой; так он был редактором следующих повременных изданий: «Русская газета, еженедельное политическое, экономическое и литературное издание», выходившее в Москве в 1858 г. (52 номера) и частью в 1859 г. (9 номеров); «Виленский вестник», редактировавшийся им с января 1870 года по 1 октября 1887 г.; журнал для народного чтения «Сельское чтение» (Вильно, 1877—1878); к участию в этом издании Полю удалось привлечь Н. С. Лескова, Я. Ф. Головацкого и других писателей и учёных.

## Избранная библиография
- Записка о приборе для стрельбы на дальние расстояния и по невидимым целям. Вильна, 1885
- Квартирный вопрос в Вильне. Вильна, 1879
- О народных журналах. Вильна, 1878
- Описание светомера. Вильна, 1866
- Екатерина Васильевна Потапова и результаты её деятельности в Вильне. Вильна, 1874

## Источник
- Русский биографический словарь: В 25 т. / под наблюдением А. А. Половцова. 1896—1918.